# Patricio Echegaray
Patricio Echegaray (17. listopada 1946. – 9. kolovoza 2017.) bio je argentinski političar.  Rođen je u San José de Jáchalu, Argentini.  Od 1986. do svoje smrti 2017. bio je generalni tajnik Komunističke partije Argentine.  Prije toga, Echegaray je služio kao 26. generalni tajnik Komunističke federacije za mladež od 1980. do 1985. godine.  Bio je član Gradskog zakonodavstva Buenos Airesa od 2000. do 2003. godine. 
Echegaray je umro od raka gušterače 9. kolovoza 2017. u Buenos Airesu u dobi od 70 godina.

## Vanjske poveznice
- Službena stranica